# Михайловка (Абзелиловский район)
Миха́йловка (баш. Михайловка) — село в Абзелиловском районе Республики Башкортостан России. Административный центр Таштимеровского сельсовета. Согласно переписи 2020 года население составляло 1196 человек.

## География
Расположено на левом берегу Янгельки, в 18 км к северо-востоку от районного центра села Аскарова, в 230 км к юго-востоку от столицы республики города Уфы и в 17 км к западу от города Магнитогорска.
У северной окраины села проходит региональная автодорога 80К-019 Озёрное отделение совхоза «Красная Башкирия» — Кусимовский рудника.
В 6 км к юго-востоку от села находится международный аэропорт Магнитогорск.

## Население
| 1968 | 2002  | 2009  | 2010  |
| ---- | ----- | ----- | ----- |
| 793  | ↗1012 | ↗1024 | ↗1103 |

Согласно переписи 2002 года, преобладающие национальности: башкиры (70 %), русские (26 %).

## Памятники

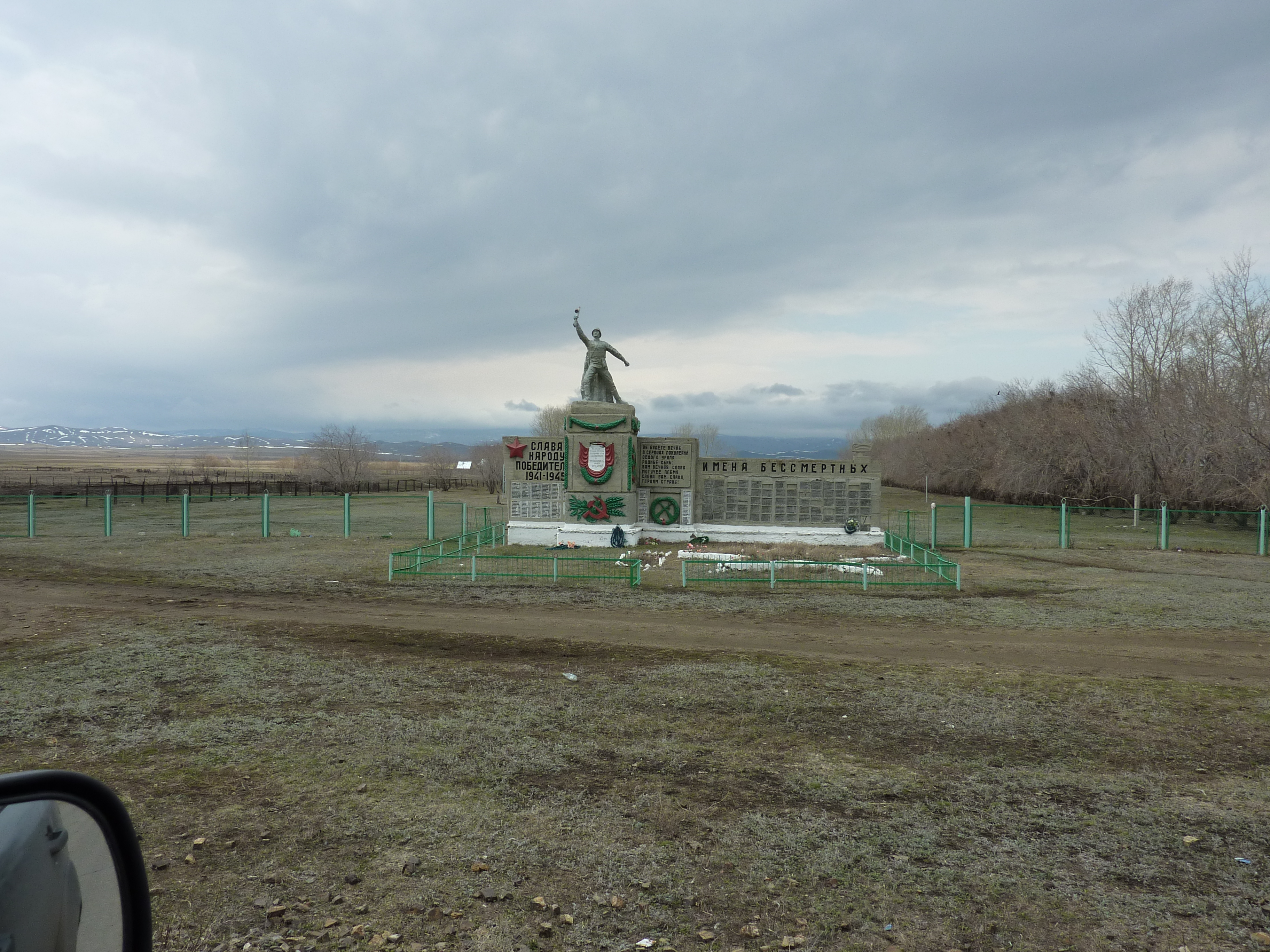
Обелиск «Слава народу победителю»

На Береговой улице, перед сквером установлен обелиск «Слава народу-победителю». Здесь установлен перечень сельчан-участников Великой Отечественной войны. Обелиск построен по решению правления колхоза «Путь Ленина» к 30-летию Великой Победы. Ежегодно 9 мая, возле памятника проводится митинг и возложение венков. Школьники и учителя местной школы взяли шефство над военным мемориалом.
Также в Михайловке есть памятник В.И. Ленину.

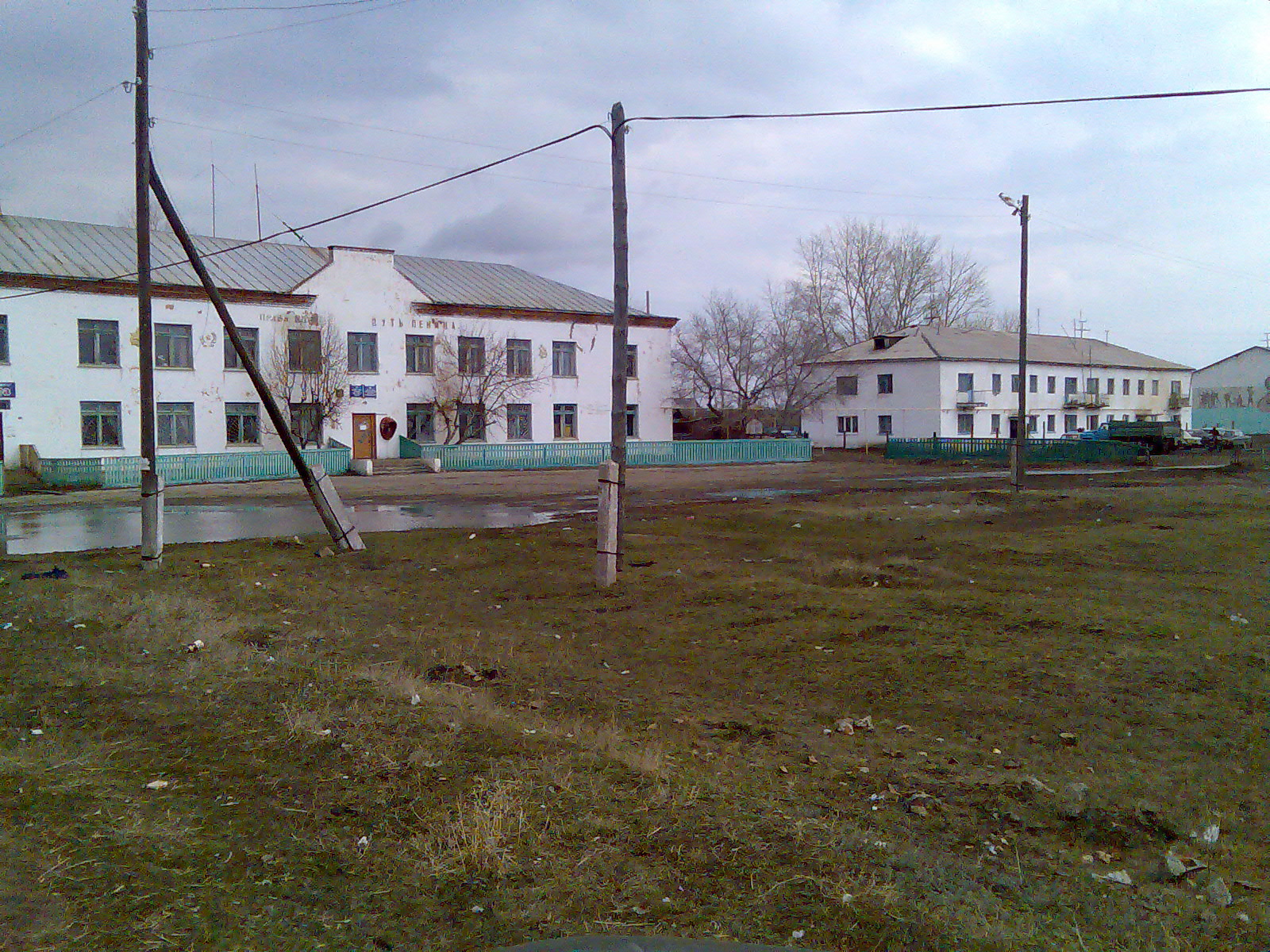
Здание с надписью «Путь Ленина» на фасаде

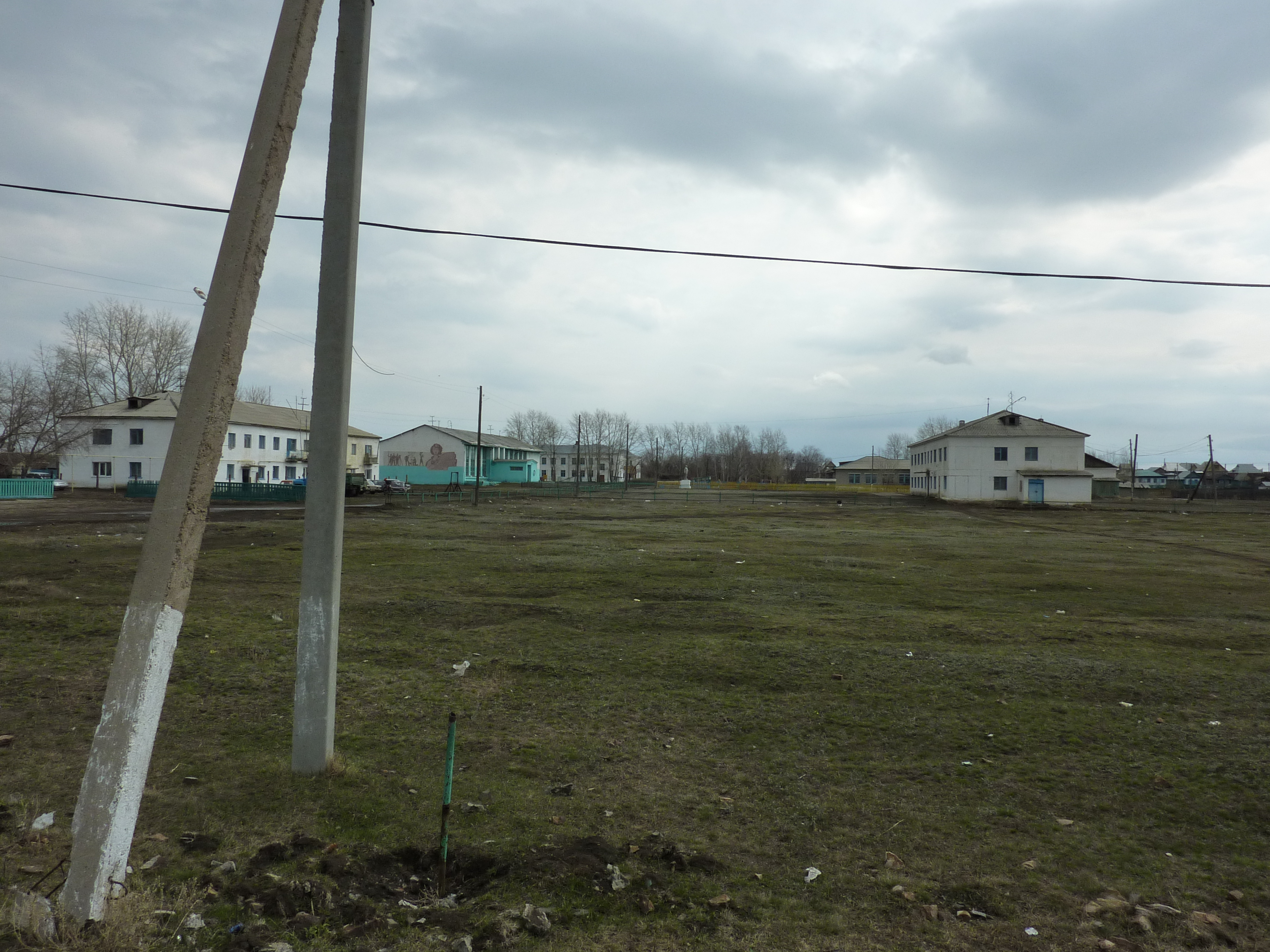
Дома в Михайловке, памятник Ленину (в центре снимка), мозаика на одном из домов (слева)

## Религия
В селе есть мечеть и православный Михаило-Архангельский приход.